# Saulius Mikoliūnas
Saulius Mikoliūnas   (Vílnius, 2 de maig de 1984) és un futbolista lituà de la dècada de 2010.
Fou internacional amb la selecció lituana. Pel que fa a clubs, defensà els colors de Žalgiris Vilnius, Hearts i FBK Kaunas.

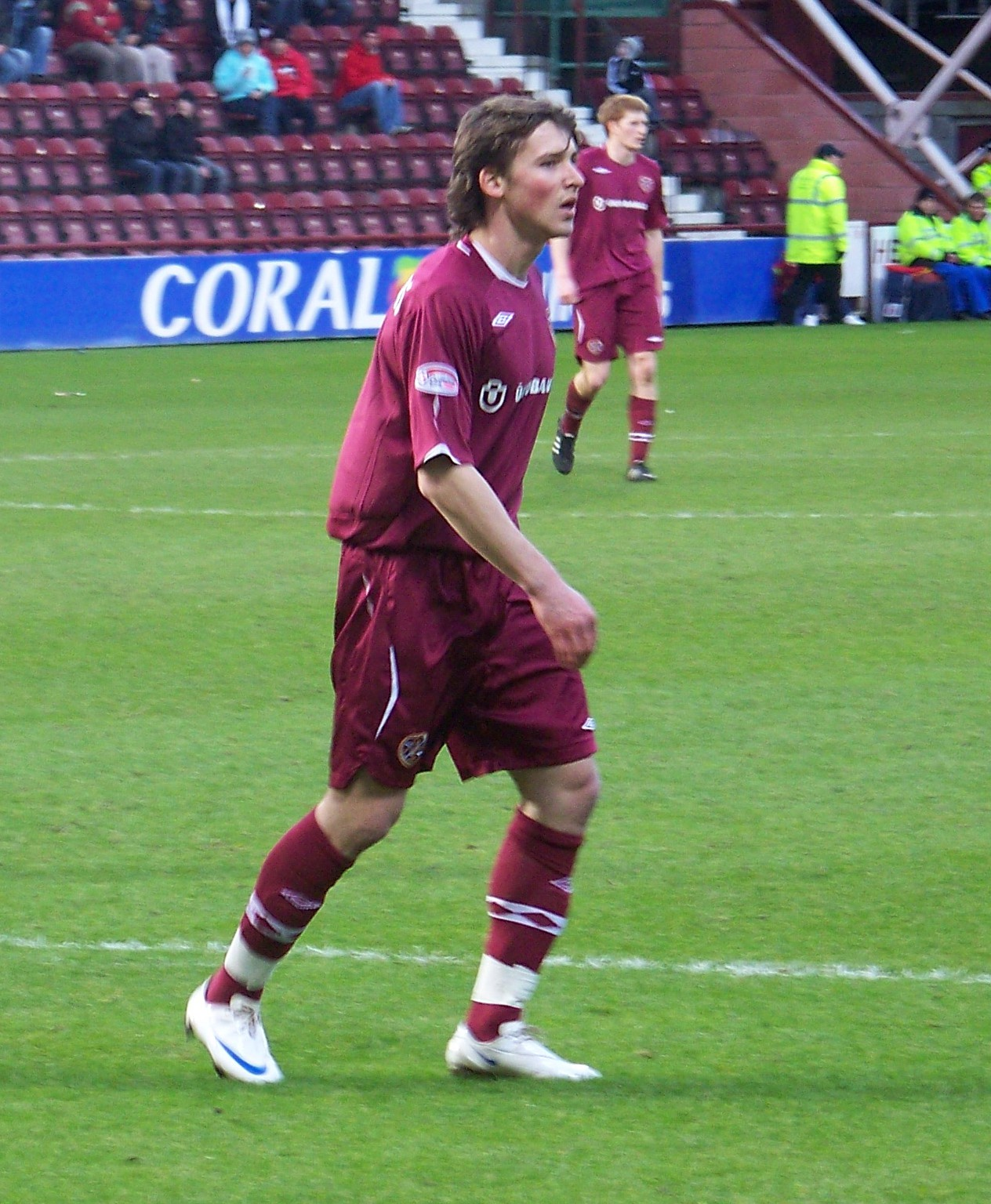
Saulius jugant per Hearts el 2009.